# Mozów
Mozów (niem. Mosau) – wieś sołecka w zachodniej Polsce, w województwie lubuskim, w powiecie zielonogórskim, w gminie Sulechów, około 4 km od Sulechowa. Zamieszkiwana przez 342 osoby (stan na 30 czerwca 2025). W latach 1975–1998 zlokalizowana w województwie zielonogórskim.
| SIMC    | Nazwa   | Rodzaj     |
| ------- | ------- | ---------- |
| 0914349 | Boryń   | przysiółek |
| 0914355 | Laskowo | przysiółek |

We wsi funkcjonował przystanek kolejowy Mozów na linii kolejowej nr 384 Sulechów – Świebodzin.
Do wojewódzkiego rejestru zabytków wpisany jest:
- oficyna dworska z początku XIX w.

Inne zabytki:
- kościół neogotycki z XIX w.